# Osmar Ferreyra
Osmar Daniel Ferreyra (Basavilbaso, 9 gennaio 1983) è un ex calciatore argentino, di ruolo centrocampista.

## Carriera

### Club
Durante la sua carriera ha giocato con varie squadre di club, tra cui il CSKA Mosca, con cui ha vinto una Coppa UEFA nel 2005.

## Palmarès

### Club

#### Competizioni nazionali
- Campionato argentino: 1

San Lorenzo: Clausura 2006-2007

#### Competizioni internazionali
- Coppa UEFA: 1

CSKA Mosca: 2004-2005

### Nazionale
- Giochi panamericani: 1

2003